# Rheumaptera alternata
Rheumaptera alternata là một loài bướm đêm trong họ Geometridae.